# Bindi Irwin
Pour les articles homonymes, voir Bindi (homonymie) et Irwin.
 (février 2024).
Si vous disposez d'ouvrages ou d'articles de référence ou si vous connaissez des sites web de qualité traitant du thème abordé ici, merci de compléter l'article en donnant les références utiles à sa vérifiabilité et en les liant à la section « Notes et références ».
Bindi Irwin, née le 24 juillet 1998 à Nambour (Australie), est une actrice et animatrice de télévision australienne.

## Biographie
Elle est la fille de l'animateur Steve Irwin et Terri Irwin, propriétaire de l'Australia Zoo, un zoo fondé par ses parents à Beerwah (en) dans l'État du Queensland.
Après avoir commencé à la télévision dans la série de documentaires Bindi, la fille de la jungle, Bindi Irwin apparaît au cinéma dans le film Sauvez Willy 4 : Le Repaire des pirates puis dans des séries TV.
En 2015, elle participe et remporte la 21e saison de Dancing with the Stars avec comme partenaire Derek Hough.

## Filmographie

### Cinéma
- 2010 : Sauvez Willy 4 : Le Repaire des pirates : Kirra

### Télévision
- 2007-2009 : Bindi the Jungle Girl (documentaire)
- 2011 : Ma baby-sitter est un vampire (série télévisée) : Sunday Clovers
- 2012 : Bindi's Bootcamp (documentaire)
- 2012 : Steve Irwin's Wildlife Warriors (documentaire)
- 2013 : The Project (série télévisée)
- 2020 : Allô la Terre, ici Ned : elle-même (saison 1, épisode 5)
- 2021 : Spidey et ses amis extraordinaires (Spidey and His Amazing Friends) : Isla Coralto (voix)

## Internet
- 2012 : Growing Up Wild (Web série)